# Де ла Гуардиа, Тони
Тони де ла Гуардиа, при рождении — Антонио де ла Гуардиа и Фонт (1939, Гавана, Куба — 1989, Гавана, Куба) — деятель кубинских спецслужб, полковник МВД Кубы.
В 1989 году осужден за незаконный оборот кокаина и расстрелян.

## Ранние годы
Был сыном Марио де ла Гардиа и Грасиэлы Фонт. Он имел старшего брата, Марио и брат-близнеца, Патрисио де ла Гуардиа и Фонт.  

## Смерть
12 июня 1989 года арестован по обвинению в коррупции, торговле наркотиками и растрате, дело передано в трибунал. 25 июня разжалован в рядовые. 4 июля 1989 года дивизионный генерал Арнальдо Очоа — Герой Республики Куба, бывший командующий кубинским контингентом в Анголе, его адъютант Хорхе Мартинес, полковник Тони де ла Гуардиа и его подчинённый майор Амадо Падрон были приговорены к смертной казни за организацию транспортировки в США 6 тонн кокаина, принадлежащего Медельинскому картелю, и получение за это 3,4 миллиона долларов. Расстрел был произведён в ночь с 12 на 13 июля на базе ВВС Баракоа.
По мнению ветерана ангольской войны Рафаэля дель Пино, служившего под командованием Очоа в Анголе, процесс над Очоа и Де ла Гуардиа был попыткой политического руководства Кубы скрыть собственные связи с колумбийской наркомафией.